# シュテットレン
シュテットレン（ドイツ語: Stödtlen）は、ドイツ連邦共和国バーデン＝ヴュルテンベルク州シュトゥットガルト行政管区のオストアルプ郡に属す町村（以下、本項では便宜上「町」と記述する）である。

## 地理

### 位置
シュテットレンは、アルプフォアラントとフランケン高地との間、ミッテルフランケン盆地の高度 438 m から 552 m に位置している。

### 隣接する市町村
この町は、北はヴェルト、東はメンヒスロート、南はタンハウゼン、西はエルヴァンゲンおよびエレンベルクと境を接している。バイエルン州のメンヒスロートを除きいずれもオストアルプ郡に属す。

### 自治体の構成
自治体としてのシュテットレンは、シュテットレン、ビルケンツェル、ダムバッハ、グックスハルト、レーゲルスヴァイラーを含め、全部で26の村落、小集落、住宅地からなる。バーデン＝ヴュルテンベルク州の市町村法が定めるヴォーンベツィルク（ドイツ語: Wohnbezirk、直訳すると「居住管区」）では、7つに分けられる。上記の5村落に加えて、エック・アム・ベルクとシュティラウがその中心となる集落である。

### 土地利用
| 土地利用種別面積 | 農業用地 | 森林   | 住宅地 | 産業用地 | 交通用地 | 水域  | レジャー用地 | その他 |
| ---------------- | -------- | ------ | ------ | -------- | -------- | ----- | ------------ | ------ |
| 面積 (km2)       | 19.49    | 8.30   | 0.50   | 0.12     | 1.44     | 0.47  | 0.07         | 0.80   |
| 占有率           | 62.5 %   | 26.6 % | 1.6 %  | 0.4 %    | 4.6 %    | 1.5 % | 0.2 %        | 2.6 %  |

州統計局の2015年現在のデータによる。

## 歴史
シュテットレンは1024年2月5日の文書に初めて記録されている。皇帝ハインリヒ2世はこの文書でフィルングルントの森林管理権（バンフォレスト）をエルヴェンゲン修道院にレーエンとして授与するとしている。その後の文書では、Stedelin、Stettlin、Stedtlem、Stedelingen といった表記がなされている。17世紀になると、Stödtlin、Stöttle、Stödtle、Stödtlin といったように集落名に「Ö」が使われるようになった。
ドイツ農民戦争では、シュテットレンやビルケンツェルの農民たちがエルヴァンゲンの軍勢と連携し、1525年4月28日と29日にメンヒスロート修道院を略奪し、放火した。これにより村の家屋 32棟も焼失した。反乱の鎮圧後、シュテットレンの農民 15人とビルケンツェルの農民 13人が罰金刑となった。
三十年戦争では、1632年5月15日にクラウス・ディートリヒ・シュペルロイト麾下のスウェーデン騎馬隊がこの村を略奪し、放火した。この火災で村のほとんどが焼け落ちた。
この町に属す村落や住宅地は、時代とともに様々な領主の支配を受けたが、最終的にはエルヴァンゲン修道参事会諸侯領となった。世俗化とナポレオンによって、現在の町域の大部分がヴュルテンベルク王国領、一部がバイエルン王国領に分割された。しかし、1810年には全域がヴュルテンベルク領となった。ここでは、初めはオーバーアムト・エルヴァンゲンに属し、1938年からアーレン郡に属した。1973年の郡の再編により、アーレン郡はシュヴェービッシュ・グミュント郡と統合され、新たにオストアルプ郡が形成された。これ以後シュテットレンはオストアルプ郡に属している。

## 住民

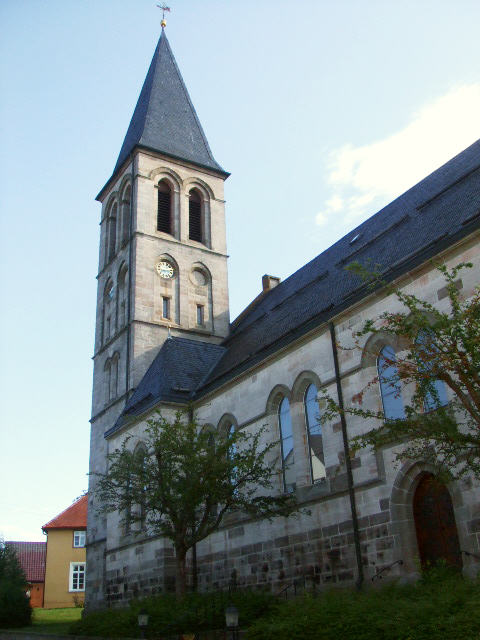
シュテットレンの聖レオンハルト教会

### 宗教
エルヴァンゲン修道参事会諸侯領に属していたため、宗教改革はシュテットレンを素通りしていった。現在も住民の多くはローマ＝カトリック信者である。住民の約 35 % の福音主義信者は、バイエルンの福音主義＝ルター派教会に属すメンヒスロート教会に帰依している。

## 行政

### 行政連合
この町は、タンハウゼンに本部を置くタンハウゼン自治体行政連合に加盟している。

### 議会
2014年5月25日の町議会選挙に基づくこの町の議会は、議長を務める町長と12人の議員で構成されている。

### 首長
- 1898年 - 1927年: ベネディクト・シュタイガー（父）
- 1927年 - 1974年: ベネディクト・シュタイガー（子）
- 1974年 - 1998年: アルベルト・ムンツ
- 1998年 - : ラルフ・ラインベルガー[4]

## 文化と見所
古代には、現在の町域をレティシャー・リーメスが通っていた。リーメスは、南はフライホーフの近郊から東のダムバッハの入り口まで、町域を南西から北東に向かって長さ約 5.5 km にわたって横切っていた。現在では、熟練した目でしか見えないようなわずかな痕跡しか遺されていない。

### 年中行事
1975年からカトリック教会は8月の第3週末に、周辺地域では有名な聖レオンハルト＝フェストを4日間にわたって開催している。この祭の収益は、収入無しには行うことのできないキリスト教会の建築資金になる。

## 経済と社会資本
シュテットレンは典型的なベッドタウンである。この町には約200人分の職場があり、600人が町外で収入を得ている。

### 教育
シュテットレンには基礎課程学校が1校と幼稚園が1園ある。本課程学校や実科学校は、ウンターシュナイトハイムやエルヴァンゲンにある。それよりも上級の学校は周辺の都市（たとえば国立ディンケルスビュール経済学校）で学ぶ。